# Charles-Henri de La Roche-Saint-André
Charles-Henri de La Roche-Saint-André   (Montaigu, 11 de març de 1765 - 20 de juny de 1836) va ser un soldat i polític francès dels segles XVIII i XIX.
No s'hauria de confondre, com han fet diversos autors, amb el seu germanastre petit Charles-Henri de La Roche Saint-André (1774-1849), que també es va unir a l'exèrcit dels prínceps i pertanyia al regiment d'Hector. Charles-Henri formava part del personal de Charette.

## Biografia
Bisnét de Gilles de La Roche-Saint-André, gendre d'Auguste du Chaffault, fill del famós almirall Louis Charles du Chaffault de Besné, Henri-Charles de La Roche Saint-André va entrar a la marina a l'edat de dotze, es va convertir en guàrdia marítima, alferes, lloctinent de la marina i, en aquest càrrec, va lluitar en la guerra d'independència dels Estats Units del 1781 al 1784.
Va emigrar durant la Revolució Francesa, va fer servei a l'exèrcit dels prínceps i va ser pagat com a lloctinent al regiment d'Héctor, esquadró de la marina. Ferit a Quiberon, no obstant això, va aconseguir nedar cap a l'esquadra anglesa quan un dels seus germans va morir allà.
Amb prou feines recuperat, va deixar Anglaterra i va tornar a França amb l'expedició del marquès de Sérent, que va desembarcar a la badia de Cancale a mitjans de març de 1796. Va continuar la lluita per la llibertat d'exercir el seu culte i pel restabliment del rei, a Maine sota les ordres del comte de Rochecotte. Més tard, a l'octubre de 1799, fou tinent del general de la Vendée, Pierre Constant de Suzannet, comandant en cap de l'exèrcit reial i catòlic de Bas-Poitou i del Pays de Retz, durant el van intent de prendre la ciutat de Montaigu. Va resultar ferit en aquesta ocasió. Després va participar en les negociacions amb Hédouville amb vista a la pacificació, després en la seva implementació el 1800 i el 1801.
A més, a la Restauració, "es va afanyar" a demanar un comandament actiu. Però només va rebre la seva jubilació amb el rang de capità (31 de desembre de 1814). Durant el Govern dels Cent Dies, Lluís XVIII, que va preveure que el seu retorn només tindria lloc amb el suport de les poblacions d'Occident, va ordenar al duc de Borbó que confiés en Henry-Charles.
Elegit el 13 de novembre de 1822 diputat del 1r districte electoral de la Vendée (Bourbon-Vendée) per 173 vots (244 votants, 308 inscrits) i reelegit el 25 de febrer de 1824 per 186 vots (248 votants, 312 inscrits), fidel als seus compromisos durant les revoltes de la Vendée i al mandat rebut dels seus electors, va recolzar i defensar les prerrogatives de la reialesa del dret diví. El 1825 formà part de la comissió encarregada d'assignar l'ajut del casset del rei als camperols més mereixedors i necessitats que havien participat a les guerres de la Vendée. A la revolució de juliol de 1830, va deixar de ser diputat i es va retirar a les seves terres de Chambrette.

## Escuts d'armes
- Gules amb tres roquets Or.[6]